# Jorgo Chatzimarkakis

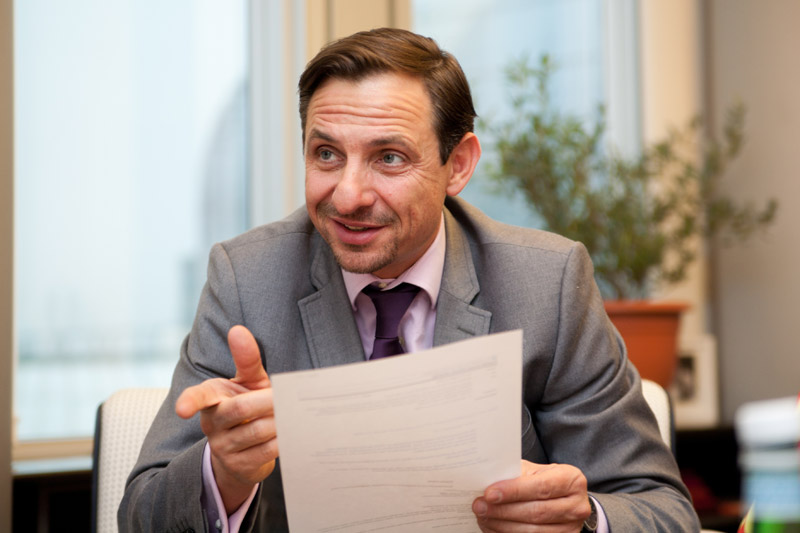
Jorgo Chatzimarkakis

Jorgo Chatzimarkakis (n. 21 aprilie 1966, Duisburg, Germania) este un om politic german, membru al Parlamentului European în perioada 2004-2014 din partea Germaniei.